# Anna Pawlowna Filossofowa

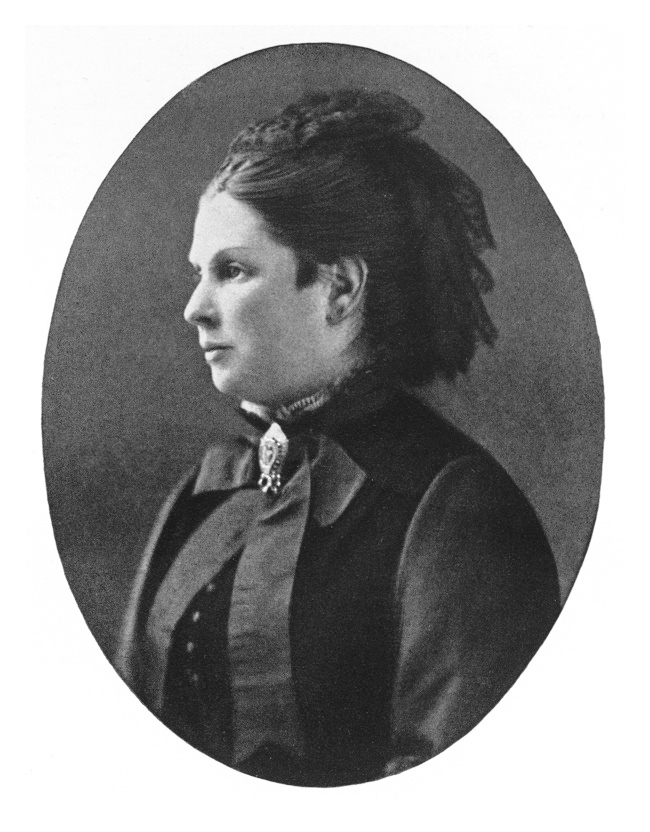
Anna Filossofowa, um 1880

Anna Pawlowna Filossofowa geborene Djagilewa (russisch Анна Павловна Философова урождённая Дягилева; * 5. Augustjul. / 17. August 1837greg. in St. Petersburg; † 17. Märzjul. / 30. März 1912greg. ebenda) war eine russische Philanthropin und Feministin.

## Leben
Anna Pawlowna war das älteste von neun Kindern des Permer Kaufmanns Pawel Dmitrijewitsch Djagilew und seiner Frau Anna Iwanowna geb. Sulmenewa. Der bekannte Impresario Sergei Pawlowitsch Djagilew war ihr Neffe. Sie wuchs mit Gouvernanten auf und lernte französisch, deutsch und das Klavierspiel entsprechend den adligen Sitten.
1855 heiratete Anna Pawlowna den Chefmilitärprokurator des russischen Kaiserreiches Wladimir Dmitrijewitsch Filossofow (1820–1894), auf dessen Familiensitz in Beschanizy sie die sozialen Probleme der Gutsbauern kennenlernte. Ihre Wohnung wurde ein Treffpunkt der Petersburger liberalen Aristokratie, wo sie auch Fjodor Michailowitsch Dostojewski empfing.
1859 gründete Anna Pawlowna zusammen mit Nadeschda Wassiljewna Stassowa und Marija Wassiljewna Trubnikowa, das sogenannte Frauentriumvirat, die Gesellschaft zur Erlangung preisgünstigen Wohnraums und anderer Unterstützungen für bedürftige Einwohner St. Petersburgs und in der Folge eine Reihe von Arbeiterinnengenossenschaften, darunter eine Übersetzerinnengenossenschaft. In den 1870er Jahren initiierten sie die Bestuschew-Frauenbildungskurse, die 1876 die erste Frauenuniversität Russlands darstellten. Anna Pawlowna war eine der Organisatorinnen der Gesellschaft zur finanziellen Förderung von Frauenbildungskursen (1878), wofür sie erst 1904 beim Zaren Anerkennung fand. Ihre Wohnung war ein Zentrum des gesellschaftlichen Lebens St. Petersburgs. Sie unterstützte Revolutionäre materiell, weshalb sie 1879–1881 ins Ausland verbannt war und die Familie eingeschränkter leben musste.
Um 1890 kehrte Anna Pawlowna ins öffentliche Leben zurück, indem sie Hilfe für die Hungernden im Wolga-Gebiet organisierte. 1892 trat sie dem St. Petersburger Komitee zur Förderung des Lesens und Schreibens bei. 1895 gründete und leitete sie die Wohltätigkeitsgesellschaft russischer Frauen und 1899 die Russische Wohltätigkeitsgesellschaft. Der Internationale Frauenrat wählte sie 1899 zur Vorsitzenden.
Anna Pawlowna beteiligte sich an der Revolution 1905 und trat in die Konstitutionell-Demokratische Partei ein. 1908 leitete sie den ersten russischen Frauenkongress, jedoch gelang ihr nicht, die vielfältigen Fraktionen zu einer gemeinsamen Frauenbewegung zusammenzuführen. Danach erhielt sie herabwürdigende Briefe des rechtsradikalen Duma-Abgeordneten Wladimir Mitrofanowitsch Purischkewitsch. Sie veröffentlichte die Briefe und verklagte Purischkewitsch, der dann zu einem Monat Gefängnis verurteilt wurde.
1908 trat Anna Pawlowna der Russischen theosophischen Gesellschaft bei, zu deren Initiatoren sie gehörte. 1911 wurde der 50. Jahrestag des Beginns ihrer öffentlichen Aktivitäten von den Vertretern von mehr als hundert Frauenorganisationen und von Duma-Abgeordneten im St. Petersburger Mariinski-Palast gefeiert.
Anna Pawlowna hatte Alexander Alexandrowitsch Blok, dessen Eltern sich in ihrem Salon kennengelernt hatten, zu dem Gedicht Die Vergeltung inspiriert.

## Familie
Anna Pawlowna hatte fünf Kinder:
- Wladimir (1857–1929)
- Marija (1862- etwa 1920), verh. Kamenezkaja, kinderlos
- Pawel (1866–1923), erschossen nach dem Bürgerkrieg
- Sinaida (1870–1966) heiratete Aleksandr Nikolajewitsch Ratkow-Roschnow, verließ 1918 Russland mit ihrer Tochter, die im Exil einen Fürsten Trubezkoi heiratete, und starb im kanadischen Exil.
- Dmitrij (1872–1940) emigrierte nach Polen.